# 15371 Стюард
15371 Стюард (15371 Steward) — астероїд головного поясу, відкритий 15 вересня 1996 року.
Тіссеранів параметр щодо Юпітера — 3,244.